# Luc Devroe
Luc Devroe (Brussel, 16 december 1965) is een Belgische spelersmakelaar en een voormalige voetbalbestuurder en voetballer. Als speler was hij actief als doelman. Na zijn carrière werd hij keeperstrainer en later manager en sportief directeur bij vooral West-Vlaamse clubs. Zijn laatste managementfunctie bij een eersteklasser was sportief directeur bij RSC Anderlecht in 2018.    

## Biografie
Luc Devroe groeide op in Strombeek-Bever. Zijn vader, die van West-Vlaanderen afkomstig was, was achtereenvolgens werkzaam in de textielindustrie en de immobiliënsector. Zijn moeder baatte een kapsalon uit aan de Mutsaard. Op tienjarige leeftijd verhuisde Devroe met zijn familie naar Kortrijk. Reeds op jonge leeftijd trad hij in de bouw- en immobiliënsector in de voetsporen van zijn zijn familie.
Als doelman speelde Devroe voor de jeugd van KFC Strombeek en KRC Harelbeke. Midden jaren 1980 belandde hij bij Club Brugge, waar hij in de schaduw stond van doelmannen Philippe Vande Walle en Birger Jensen. In het seizoen 1986/87 kwam hij één keer in actie voor de West-Vlaamse club, nadat Vande Walle, op het veld van RSC Anderlecht, acht minuten voor affluiten werd uitgesloten. In 1988 maakte hij de overstap naar tweedeklasser Sint-Niklase SK. Twee jaar later belandde hij bij KV Oostende. Met de kustclub promoveerde hij in twee seizoenen van de derde naar de eerste klasse.
In 1995 zette Devroe een punt achter zijn bescheiden spelerscarrière en ging hij bij Oostende verder als keeperstrainer. In maart 1996 kreeg hij bij de West-Vlaamse club, die inmiddels terug naar tweede klasse was gezakt, de functie van manager. In 1998 keerde Oostende terug op het hoogste niveau, maar nadien zakte de club snel weg. In 1999 degradeerde Oostende naar tweede klasse en twee jaar later, in het seizoen 2000/01, vocht de club ook in de tweede afdeling tegen de degradatie. Hoofdcoach Leo Van der Elst werd in november 2000 aan de deur gezet, waarna Devroe als interim-coach de leiding over het eerste elftal overnam. In maart 2001 werd hij opgevolgd door zijn oud-ploeggenoot Kenneth Brylle, maar ook onder de Deen kon Oostende de degradatie niet ontlopen.
Vervolgens ging Devroe als manager aan de slag bij tweedeklasser KSV Roeselare. Onder zijn leiding trok de club spelers aan als Fred Vanderbiest, Steve Barbé, Daan Vaesen, Jamaïque Vandamme en Davy Oyen en promoveerde de West-Vlaamse club in 2005 voor het eerst naar de hoogste afdeling. Het leverde hem in maart 2007 een overstap op naar Club Brugge, waar hij Marc Degryse mocht opvolgen als sportief directeur. In zijn eerste maanden als manager werd meteen de beker veroverd, maar nadien viel Club niet meer in de prijzen. Devroe kende bij de West-Vlaamse club succes met de transfers van onder meer Ronald Vargas, Ivan Perišić en François Sterchele, maar desondanks slaagde het team er niet in om hoger dan de derde plaats te eindigen. In mei 2008 werd de club bovendien getroffen door het plotse overlijden van Sterchele. De door Devroe naar Brugge gehaalde spits kwam om het leven bij een auto-ongeluk.
Na enkele jaren met teleurstellende resultaten werd besloten om de samenwerking met Devroe stop te zetten. In januari 2011 werd hij ontslagen en vervangen door Henk Mariman. Devroe hervatte vervolgens zijn activiteiten in de immobiliën, alvorens terug te keren naar Roeselare. In 2012 was hij omwille van zijn scoutingswerk even in beeld bij Anderlecht, waar manager Herman Van Holsbeeck hem zag als een mogelijke versterking voor het sportieve departement. Door te hoge financiële eisen van Devroe kwam het uiteindelijk niet tot een samenwerking.
In de zomer van 2013 werd KV Oostende overgenomen door ondernemer Marc Coucke. In de daaropvolgende maanden stelde hoofdcoach Fred Vanderbiest, met wie Devroe al had samengewerkt bij Roeselare, hem bij Coucke voor als sportief directeur. Eind oktober 2013 werd hij officieel voorgesteld als sportief directeur van Oostende. Door de financiële injectie van Coucke en het transferbeleid van Devroe, die onder meer David Rozehnal, Joseph Akpala, Silvio Proto, Gohi Bi Cyriac, Landry Dimata en Nicolas Lombaerts aantrok, ontwikkelde Oostende zich in een mum van tijd van een degradatiekandidaat tot een subtopper. In 2016 veroverde Oostende een plaats in play-off I, een seizoen later bereikte de club de bekerfinale. In het seizoen 2017/18 mocht Oostende voor het eerst Europees spelen. Daar speelde het tegen Marseille, Oostende speelde dapper maar verloor.
In december 2017 besloot Coucke om Anderlecht over te nemen. In de daaropvolgende maanden zocht hij zelf een overnemer voor Oostende en werd er achter de schermen een nieuw clubbestuur samengesteld voor de Brusselaars. In februari 2018 raakte bekend dat Oostende afscheid had genomen van Devroe en op 1 maart 2018 werd met Hugo Broos zijn opvolger aangesteld. In april 2018 werd hij sportief manager bij RSC Anderlecht, waar hij in de voetsporen trad van Herman Van Holsbeeck.  Echter kort daarna op 13 november 2018 werd hij gedegradeerd tot hoofd van de scouting-cel en opgevolgd door Michael Verschueren omwille van slechte prestaties in het eerste seizoensdeel van '18 - '19. Hij werd uiteindelijk ontslagen op 16 januari 2019.
Sindsdien is Devroe aan de slag als spelersmakelaar bij J&S international football management, het makelaarskantoor van Patrick De Koster.

## Trivia
- Luc Devroe is de neef van Patrick Turcq, gewezen manager van KV Kortrijk en huidig sportief manager van AA Gent.